# Gniewkowo
Gniewkowo (udtale: [ɡɲɛfˈkɔvɔ]; tysk: Argenau) er en by i det nordlige, centrale Polen, i voivodskabet Kujawsko-pomorskie og har 6.879(2021) indbyggere, og et areal på 9,18 km². Den er en del af powiat (amt) Inowrocław.

## Geografi
Gniewkowo ligger i den historiske region of Kujavia, syd for Bydgoszczskoven på rute 52, 15 km nordøst for Inowrocław og 23 km sydvest for Toruń.

## Historie
Arkæologiske udgravninger har vist, at stedet allerede var befolket i bronzealderen. Den første historiske omtale af byen stammer fra 1185, og i 1268 fik byen stadsrettigheder.